# Cyanopepla agyrtidia
Cyanopepla agyrtidia är en fjärilsart som beskrevs av George Francis Hampson 1898. Cyanopepla agyrtidia ingår i släktet Cyanopepla och familjen björnspinnare. Inga underarter finns listade i Catalogue of Life.